# دیکتاتوری منور
دیکتاتوری منور یا دیکتاتوری روشنگری (به انگلیسی: Enlightened despotism) به شکلی از حکومت گفته می‌شود که در سده هجدهم میلادی به‌وجود آمد. از ویژگی‌های آن وجود دیکتاتور در راس هرم بود که هدفش ایجاد رفاه همگانی برای شهروندان کشور بود تا منافع شخصی. سایر ویژگی‌های این گونه دیکتاتوری عبارت بود از: اصلاح اداری، کاهش امتیازات فئودالی منجمله سرافرازی، ایجاد مدارای دینی و توسعه اقتصادی.